# Goodenia redacta
Goodenia redacta är en tvåhjärtbladig växtart som beskrevs av R. Carolin. Goodenia redacta ingår i släktet Goodenia och familjen Goodeniaceae. Inga underarter finns listade i Catalogue of Life.